# Stone布尔代数表示定理
在数学中，斯通氏布尔代数表示定理声称所有布尔代数都同构于集合域。这个定理是深入理解在二十世纪上半叶所拓展的布尔代数的基础。这个定理首先由斯通氏（1936年）证明，并以他的姓氏命名。斯通氏通过他对希尔伯特空间上的算子的谱理论的研究而得出了它。

## 定理
斯通氏表示定理断言布尔代数同构于如下形式的它的那些超滤子的集合的所有子集的代数，{U : b ∈ U} 对布尔代数的某个元素 b。
可能令人惊奇，它的证明要求选择公理。这个定理等价于声称所有布尔代数都有素理想的布尔素理想定理，它的证明也要求选择公理。然而斯通氏表示定理要严格弱于选择公理。
对非布尔代数的其他特定代数结构也存在类似的定理。例如，所有群都同构于变换群，这里的函数复合解释群乘积。

## 与拓扑学和范畴论的關係
这个定理可以用拓扑学和范畴论的语言来重述如下。斯通氏表示定理断言在布尔代数范畴和斯通氏空间，也就是完全不连通紧致豪斯多夫拓扑空间（也叫做布尔空间）范畴之间的对偶。
这个定理是斯通氏对偶性的特殊情况，它是在拓扑空间和偏序集合之间的对偶性的一般性框架。在布尔代数的范畴内，态射是布尔同态。在斯通氏空间的范畴内，态射是连续函数。斯通氏对偶性把利用真值表特征化有限布尔代数推广到了命题的无限集合。它系统性的利用了两元素布尔代数2作为同态的目标，它的载体是{0,1}或真值{F,T}。
布尔代数 A 的斯通氏空间是在 A 上的所有二值同态的集合，带有这种同态的网逐点收敛的拓扑。（构造 A 的斯通氏空间的可替代和等价的方式是作为 A 中所有超滤子的集合，带有对每个 A 中的 a 的集合 {U : U是包含a的超滤子} 都是这个拓扑的基。我们使用了下面的同态方式。）
从布尔代数 A 到布尔代数 B 同态以自然方式对应于从斯通氏空间 B 到斯通氏空间 A 的连续函数。换句话说，这种对偶性是逆变函子。
所有布尔代数都同构与它的斯通氏空间的闭开（就是说同时是闭集和开集）子集的代数。这个同构把任何 A 的元素 a 映射到把 a 映射到 1 的那些同态的集合。
所有完全不连通紧致豪斯多夫空间都同胚于所有它的闭开子集的布尔代数的斯通氏空间。这个同胚把每个点 x 映射到 2-值同态 φ，它依据 x ∈ S 或 x ∉ S 给出 φ(S)= 1或0。

## 引用
- 集合域
- 布尔代数主题列表
- 斯通氏空间

- Paul Halmos，and Givant, Steven (1998) Logic as Algebra. Dolciani Mathematical Expositions No. 21. The Mathematical Association of America。
- Johnstone, Peter T. (1982) Stone Spaces. Cambridge University Press. ISBN 0-521-23893-5.
- Marshall H. Stone (1936) "The Theory of Representations of Boolean Algebras," Transactions of the American Mathematical Society 40: 37-111.

A monograph available free online:
- Burris, Stanley N., and H.P. Sankappanavar, H. P.(1981) A Course in Universal Algebra.（页面存档备份，存于） Springer-Verlag. ISBN 3-540-90578-2.